# Sumanya Purisai
Sumanya Purisai (in thailandese สุมัญญา ปุริสาย; Roi Et, 5 dicembre 1986) è un calciatore thailandese, centrocampista.

## Caratteristiche tecniche
È una trequartista.

## Carriera

### Club
Ha giocato nella prima divisione thailandese.

### Nazionale
Ha esordito nella nazionale thailandese nel 2012; ha successivamente preso parte alla Coppa d'Asia 2019.

## Statistiche

### Cronologia presenze e reti in nazionale
| Cronologia completa delle presenze e delle reti in nazionale ― Thailandia | Cronologia completa delle presenze e delle reti in nazionale ― Thailandia | Cronologia completa delle presenze e delle reti in nazionale ― Thailandia | Cronologia completa delle presenze e delle reti in nazionale ― Thailandia | Cronologia completa delle presenze e delle reti in nazionale ― Thailandia | Cronologia completa delle presenze e delle reti in nazionale ― Thailandia | Cronologia completa delle presenze e delle reti in nazionale ― Thailandia | Cronologia completa delle presenze e delle reti in nazionale ― Thailandia |
| Data                                                                      | Città                                                                     | In casa                                                                   | Risultato                                                                 | Ospiti                                                                    | Competizione                                                              | Reti                                                                      | Note                                                                      |
| ------------------------------------------------------------------------- | ------------------------------------------------------------------------- | ------------------------------------------------------------------------- | ------------------------------------------------------------------------- | ------------------------------------------------------------------------- | ------------------------------------------------------------------------- | ------------------------------------------------------------------------- | ------------------------------------------------------------------------- |
| 06-01-2019                                                                | Abu Dhabi                                                                 | Thailandia                                                                | 1 – 4                                                                     | India                                                                     | Coppa d'Asia 2019 - 1º turno                                              | -                                                                         | 79’                                                                       |
| Totale                                                                    |                                                                           | Presenze                                                                  | 1                                                                         |                                                                           | Reti                                                                      | 0                                                                         |                                                                           |

## Palmarès

### Club

#### Competizioni nazionali
- Thai League 1: 2

Buriram United: 2011
BG Pathum United: 2020-2021
- Thai FA Cup: 2

Buriram United: 2011, 2012
- Thai League Cup: 2

Buriram United: 2011, 2012